# Jayamanik
Jayamanik is een bestuurslaag in het regentschap Lebak van de provincie Banten, Indonesië. Jayamanik telt 4295 inwoners (volkstelling 2010).